# هیکوری ویت (تنسی)
هیکوری ویت (به انگلیسی: Hickory Withe) یک منطقهٔ مسکونی در ایالات متحده آمریکا است که در شهرستان فایت، تنسی واقع شده‌است. هیکوری ویت ۷۳٫۶ کیلومتر مربع مساحت و ۲٬۵۷۴ نفر جمعیت دارد و ۱۲۳٫۴۵ متر بالاتر از سطح دریا واقع شده‌است.